# Jean Pigeon
Jean Pigeon (1654 – 1739) è stato un fisico francese.
Fisico e meccanico francese, costruì, tra le altre cose, un pendolo assai innovativo e un globo con una particolare montatura. È soprattutto ricordato per la realizzazione di un planisfero per calcolare le distanze e le grandezze dei pianeti secondo il sistema copernicano. Fu autore di una Description d'une sphère mouvante, pubblicata a Parigi nel 1714. Va probabilmente attribuita al Pigeon una sfera armillare posseduta dal Museo Galileo di Firenze.